# Avicii
Avicii, pseudonimo di Tim Bergling (IPA: [ˈtɪmː ˈbæ̂rjlɪŋ]; Stoccolma, 8 settembre 1989 – Mascate, 20 aprile 2018), è stato un produttore discografico, disc jockey e compositore svedese.
Durante la sua carriera ha pubblicato due album, True (2013) e Stories (2015), e numerose hit, come My Feelings for You, Hey Brother, Addicted to You, Waiting for Love, Without You, I Could Be the One, The Days, The Nights, ma i suoi più grandi successi sono stati Levels e Wake Me Up.
Per quasi tutta la durata della sua breve carriera è sempre comparso nella prestigiosa classifica Top100 Djs di DJ Magazine, con il piazzamento più alto al numero 3 nel 2012 e nel 2013 (unico dj svedese ad entrare nella Top3).
Il suo suicidio per depressione nel 2018 ebbe una vasta eco mondiale tra i fan della musica dance. Postumo è il suo terzo e ultimo album del 2019, Tim, contenente i singoli SOS e Heaven.
È considerato come uno dei più importanti DJ della sua epoca, oltre ad aver influenzato numerosi artisti come David Guetta, Swedish House Mafia, Diplo, Skrillex, Zedd, e Martin Garrix.

## Biografia
Nacque l'8 settembre 1989 a Stoccolma, in Svezia, da Klas Bergling e dall'attrice Anki Lidén. Tim iniziò a mixare nella sua camera da letto all'età di otto anni. Aveva tre fratelli: David Bergling, Linda Sterner e Anton Körberg. Bergling era un membro dei Laidback Luke Forums, dove perfezionò la sua arte e, a volte, fece sentire il suo particolare stile deep house.

### Carriera
Scoperto nel 2008 da Ash Pournouri, che successivamente diventò il suo manager facendogli firmare un contratto con la sua agenzia At Night Management, Tim decise di adottare come DJ lo pseudonimo Avicii. In origine era Avici, ma dovette aggiungere una i in quanto era già stato scelto su MySpace. Avici in sanscrito vuol dire letteralmente senza onde e rappresenta nel buddhismo l'ultimo livello dell'inferno (Avīci). Nel 2010 Tiësto designò Avicii come la Miglior Promessa DJ/Produttore dell'anno e lo invitò ad esibirsi una settimana al Privilege di Ibiza. In seguito, l'artista remixò diverse tracce per Little Boots, Robyn e Dizzee Rascal. Inoltre, Avicii realizzò un remix del noto brano Sweet Dreams (Are Made of This) intitolato Swede Dreams. Raggiunse la popolarità con il brano Seek Bromance, accompagnato dalla voce di Amanda Wilson, ottenendo un buon successo in Europa, specialmente in Inghilterra. 

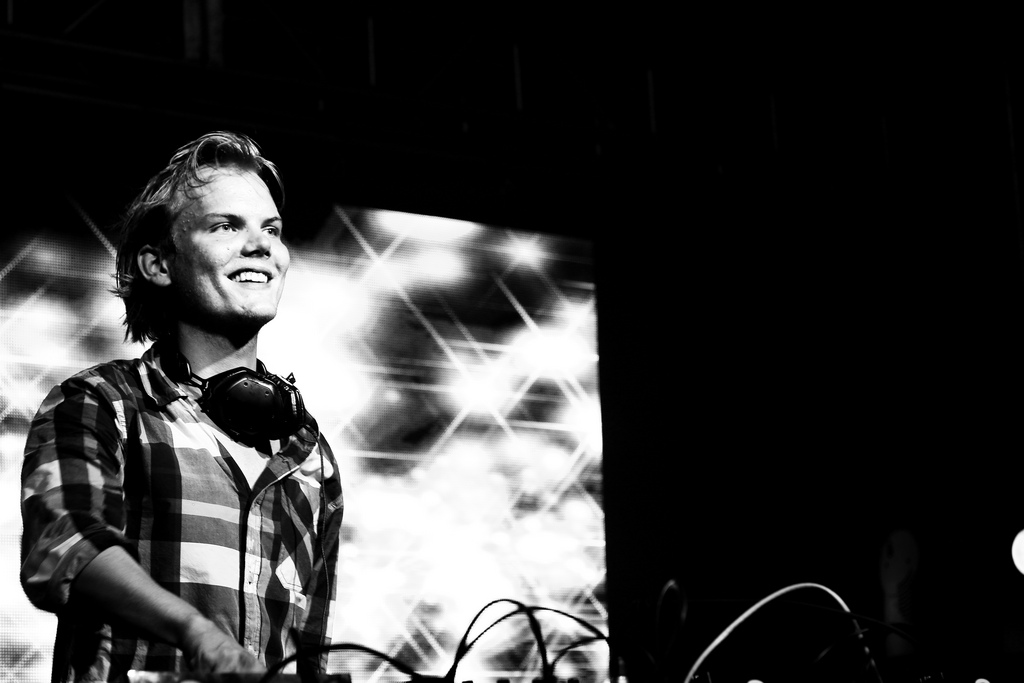
Avicii a Londra nel 2011

Nel 2011 creò Tom Hangs, un nuovo alter ego, e firmò con i fratelli cantanti Shermanology il disco Blessed. A soli ventidue anni Avicii arrivò 6º nella Top 100 pubblicata da DJ Mag e questa fu la sua seconda apparizione nella classifica dj più seguita al mondo; infatti già nel 2010 si era piazzato in 39ª posizione grazie anche al singolo Bromance. A luglio il singolo di Leona Lewis Collide fu accusato di plagiare il brano di Avicii Fade into Darkness che a sua volta riprende, citandola nei crediti, la melodia del brano Perpetuum Mobile della Penguin Cafe Orchestra. La casa discografica della cantante, con l'intensificarsi delle polemiche, dovette aggiungere Avicii come featured artist ai crediti della canzone. Il 29 agosto fu pubblicato l'album di David Guetta Nothing but the Beat che contiene Sunshine, in collaborazione con Avicii. Il 28 ottobre uscì il singolo Levels che balzò ai primi posti nella classifica delle tracce più vendute sul sito di musica elettronica Beatport e debuttò alla decima posizione della classifica italiana e alla sessantaseiesima della Billboard Hot 100. Il singolo campiona Something's got a hold on me di Etta James ed è stato a sua volta campionato da Flo Rida nel brano Good feeling pubblicato nel 2011. A fine novembre invitò con un video su YouTube tutti i suoi fan a creare il video originale per il singolo Levels e il 29 novembre 2011 venne annunciato il video vincitore sul suo canale di Vevo su YouTube.
Il 20 ottobre 2012 raggiunse il terzo piazzamento nella Top 100 DJ's di DJ Magazine a soli ventitré anni. Nell'aprile 2013 pubblicò sul suo profilo SoundCloud e, successivamente, su quello Facebook un promo mix che anticipava alcune tracce, tra cui Wake Me Up, del disco True, che uscì il 17 settembre successivo.

Il 20 aprile 2014 annunciò su Twitter che avrebbe cominciato a lavorare al suo secondo album. L'8 settembre, giorno del suo venticinquesimo compleanno, decise di prendere una pausa dal tour, fino a febbraio 2015. Il 3 ottobre 2014 pubblicò il singolo The Days, in collaborazione con Robbie Williams. Il 3 ottobre venne pubblicata Lose Myself, prodotta dal cantante taiwanese Wang Leehom con la sua collaborazione. Il 15 dicembre 2014 pubblicò il singolo The Nights. Sempre nel 2014 collaborò con Madonna per la produzione dell'album della cantante Rebel Heart, uscito nel marzo del 2015, contribuendo inoltre alla stesura e produzione di alcuni brani in esso contenuti: Devil Pray, Wash All Over Me, HeartBreakCity, Messiah.

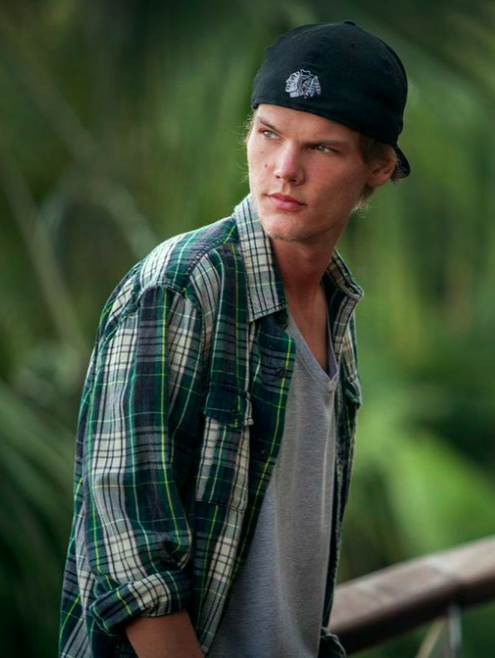
Avicii nel 2014

L'8 maggio 2015 pubblicò una sua personale rivisitazione del brano Feeling Good di Nina Simone. Il 22 maggio pubblicò il brano Waiting for Love, prodotto insieme al disc jockey olandese Martin Garrix. Il 28 agosto pubblicò For A Better Day e Pure Grinding in un unico singolo, rendendo disponibile in pre-ordine l'album Stories, uscito poi il 2 ottobre.
Nello stesso anno uscì il video del brano For A Better Day, nel quale Tim denunciò pubblicamente il traffico di minori a scopo di sfruttamento sessuale. «La promessa di una vita migliore spesso intrappola famiglie e bambini affinché vengano utilizzati come strumenti per alcune delle persone più spregevoli della Terra», aveva detto Avicii in una dichiarazione sul video musicale. «È un problema su cui spero di iniziare una discussione più forte, soprattutto ora con l'enorme numero di famiglie in movimento da paesi dilaniati dalla guerra in cerca di sicurezza e riparo.»
Sempre nel 2015 Chris Martin chiese la collaborazione di Avicii per realizzare il brano A Sky Full of Stars dei Coldplay. Il disc jockey svedese rivelò di aver realizzato circa 600 versioni del brano prima di poter arrivare a quella definitiva, al fine di poter compiacere il collega.
Nel gennaio del 2016 uscì il suo remix di Beautiful heartbeat, nuovo singolo di Morten. Tim decise di porre un freno alla sua attività musicale, dichiarando pubblicamente la mattina del 29 marzo che, alla fine del 2016, avrebbe cessato l'attività di live e tour a causa di «problemi di salute e per l'eccessivo stress», continuando comunque a produrre musica. L'artista svedese dovette subire un intervento di rimozione della cistifellea, nonché dell'appendice; in precedenza, aveva sofferto anche di pancreatite acuta. Sembra che la causa principale di queste problematiche fosse stato l'abuso di alcol da parte del musicista; secondo Il Giornale, questi problemi potrebbero essere stati determinanti nella decisione di ritirarsi dalle esibizioni live.
Il 29 aprile 2016 venne pubblicato Black Cat, tredicesimo album in studio del cantante italiano Zucchero Fornaciari, al cui interno è presente anche la cover di Ten More Days dell'artista svedese. Il 28 agosto 2016 si esibì all'Ushuaïa Ibiza per il suo ultimo concerto dopo aver annunciato il suo ritiro in una lettera ai fan.
Il 22 dicembre 2016 Avicii annunciò la separazione dal suo storico manager Ash Pournouri e dalla At Night Management.
Il 3 agosto 2017 annunciò l'uscita del suo nuovo EP chiamato Avīci (01), uscito il 10 agosto dello stesso anno. Il 2 settembre 2017, attraverso il suo podcast mensile Avicii FM, dichiarò di voler pubblicare i rimanenti due EP, AVĪCI (02) e AVĪCI (03), che avrebbero composto il successivo album, insieme a Avīci (01), nel 2018. L'11 settembre 2017 annunciò l'uscita del documentario Avicii: True Stories, che racconta il suo ritiro dai tour e presenta interviste di suoi colleghi come David Guetta, Wyclef Jean, Nile Rodgers e Chris Martin dei Coldplay; il documentario venne poi pubblicato il 31 marzo 2018 su Netflix.

### Morte
Il 20 aprile 2018 Diana Baron, agente di Avicii, annunciò la morte del DJ avvenuta a Mascate, la capitale dell'Oman, all'età di 28 anni. Pochi giorni dopo, la famiglia pubblicò un comunicato che attribuiva la causa della morte al suicidio. Il 1º maggio 2018 il sito TMZ riportò che la causa della morte fu un dissanguamento dovuto a tagli tramite cocci di una bottiglia di vino.
L'artista svedese venne omaggiato e celebrato con numerosi tributi, alcuni dei quali divenuti virali, come l'esecuzione di tre suoi brani suonati dalle campane del Duomo di Utrecht. Il successivo 8 giugno, a Stoccolma, si tennero i funerali in forma privata, seguiti dalla sepoltura a Skogskyrkogården.
Il 16 novembre 2018 venne celebrata una cerimonia di omaggio alla memoria nella Hedvig Eleonora Kyrka di Stoccolma, conclusasi con una versione per coro e organo di Wake Me Up. Nel cimitero della suddetta chiesa venne collocata una targa con il nome e le date di nascita e morte dell'artista.
Il 5 aprile 2019 il team di Avicii annunciò l'uscita del nuovo singolo dal titolo SOS, previsto per il 10 aprile. Nello stesso comunicato venne anche annunciata l'uscita del nuovo album Tim, pubblicato postumo il 6 giugno seguente; i ricavi provenienti dalla vendita dell'album vennero devoluti alla fondazione noprofit Tim Bergling, per la prevenzione dei disturbi mentali e del suicidio.

## Stile musicale e influenze
Le produzioni musicali di Avicii sono state influenzate dai Daft Punk e dal trio Swedish House Mafia.

## Iniziative postume

### Concerto tributo del dicembre 2019
Nel settembre 2019 venne annunciato che un concerto tributo si sarebbe tenuto a Stoccolma, al Friends Arena, il 5 dicembre 2019. Il concerto vide la presenza di David Guetta, Rita Ora, Kygo, Dimitri Vegas & Like Mike, Nicky Romero e Laidback Luke, insieme a una serie di cantanti con cui Tim lavorò e a un'orchestra di 30 componenti, realizzando uno dei sogni di Tim per la sua musica in un'ambientazione dal vivo. Tutti i profitti furono devoluti alla Tim Bergling Foundation. I biglietti si esaurirono dopo 30 minuti dall'inizio della loro vendita. Il concerto fu trasmesso in streaming e in seguito pubblicato su YouTube, insieme agli highlights delle canzoni.

#### Tracklist
1. Without You
2. Tweet It / Walking On A Dream / Sunshine / Spectrum
3. Seek Bromance
4. SOS
5. Blessed (Avicii edit)
6. Fade Into Darkness
7. Ten More Days
8. Silhouettes
9. I Could Be the One
10. Dear Boy
11. Addicted to You
12. Bad Reputation
13. Friend of Mine
14. You Make Me
15. Tough Love
16. Sunset Jesus
17. Lay Me Down
18. Heart Upon My Sleeve
19. Fades Away
20. Lonely Together
21. The Nights
22. Hey Brother
23. Heaven
24. Waiting for Love
25. Wake Me Up
26. A Sky Full of Stars
27. Levels

### Intitolazione di un'arena coperta di Stoccolma
Nel 2021, la più grande arena coperta della capitale svedese – dove si era esibito con successo nel 2012 – fu ribattezzata Avicii Arena in suo onore.

### Avicii - I'm Tim
Nel 2024 viene annunciata da parte di Netflix l'uscita di un documentario sulla vita del DJ intitolato Avicii - I'm Tim. La data di uscita è il 31 dicembre 2024. Oltre a questo, sempre su Netflix, esce il video dell'ultima esibizione di Tim all'Ushuaïa Ibiza del 28 agosto 2016, con il nome My Last Show.

## Discografia

### Album in studio
- 2013 – True
- 2015 – Stories
- 2019 – Tim

### Album di remix
- 2014 – True (Avicii by Avicii)

### Raccolte
- 2025 – Avicii Forever

## Riconoscimenti
- American Music Award
  - 2013 – Miglior artista EDM
  - 2014 – Candidatura per il miglior artista EDM
  - 2019 – Candidatura per il miglior artista EDM
- Billboard Music Awards
  - 2014 – Miglior canzone dance/electronic per Wake Me Up
  - 2014 – Candidatura per la miglior canzone radio per Wake Me Up
  - 2014 – Candidatura per il miglior album dance/electronic per True
  - 2014 – Candidatura per il miglior artista dance/electronic
  - 2015 – Candidatura per il miglior artista dance/electronic
  - 2018 – Candidatura per il miglior album dance/electronic per Avīci (01)
  - 2020 – Candidatura per il miglior artista dance/electronic
  - 2020 – Candidatura per il miglior album dance/electronic per Tim
- Grammis
  - 2012 – Miglior innovatore
  - 2012 – Canzone dell'anno per Levels
  - 2012 – Candidatura per la miglior canzone elettronica/dance per Levels
  - 2012 – Candidatura per la miglior canzone elettronica/dance per Fade into Darkness
  - 2012 – Candidatura per il miglior successo internazionale
  - 2013 – Candidatura per la miglior canzone elettronica/dance per Silhouettes
  - 2013 – Candidatura per la miglior canzone elettronica/dance per Superlove
  - 2014 – Miglior artista
  - 2014 – Candidatura per il miglior album per True
  - 2014 – Candidatura per il miglior album elettronica/dance per True
  - 2014 – Candidatura per la miglior canzone per Wake Me Up
  - 2014 – Candidatura per il miglior produttore
  - 2014 – Candidatura per il miglior innovatore
  - 2015 – Candidatura per la miglior canzone elettronica/dance per The Days
  - 2015 – Candidatura per la miglior canzone elettronica/dance per The Nights
  - 2015 – Candidatura per la miglior canzone per The Days
  - 2016 – Candidatura per il miglior album elettronica/dance per Stories
  - 2016 – Candidatura per la miglior canzone per Waiting for Love
  - 2018 – Candidatura per il miglior album elettronica/dance per Avīci (01)
  - 2018 – Candidatura per la miglior canzone per Without You
  - 2020 – Miglior album elettronico/dance per Tim
  - 2020 – Miglior canzone per SOS
  - 2020 – Candidatura per il miglior compositore
- Grammy Award
  - 2012 – Candidatura per la miglior canzone dance per Sunshine (con David Guetta)
  - 2013 – Candidatura per la miglior canzone dance per Levels
- MTV Europe Music Awards
  - 2012 – Candidatura per il miglior artista elettronica
  - 2012 – Candidatura per il miglior artista svedese
  - 2013 – Miglior artista elettronica
  - 2013 – Miglior artista svedese
  - 2013 – Candidatura per il miglior artista nord europeo
  - 2015 – Candidatura per il miglior artista elettronica
  - 2015 – Candidatura per il miglior artista svedese
  - 2018 – Miglior artista svedese
  - 2019 – Miglior artista svedese
- MTV Video Music Awards
  - 2012 – Miglior video di musica dance o elettronica per Levels
  - 2012 – Miglior coreografia per Levels
  - 2014 – Candidatura per il miglior video pop per Wake Me Up (con Aloe Blacc)
  - 2014 – Candidatura per il miglior video con messaggio sociale per Hey Brother
  - 2018 – Miglior video dance per Lonely Together (con Rita Ora)
  - 2018 – Candidatura per i miglior effetti visivi per Lonely Together (con Rita Ora)
- World Music Award
  - 2014 – Miglior artista di musica dance elettronica
  - 2014 – Miglior artista svedese
  - 2014 – Candidatura per la miglior canzone per Wake Me Up
  - 2014 – Candidatura per la miglior video per Wake Me Up
  - 2014 – Candidatura per il miglior album per True
  - 2014 – Candidatura per il miglior artista maschile
  - 2014 – Candidatura per il miglior artista dal vivo
  - 2014 – Candidatura per il miglior intrattenitore dell'anno

## Cinematografia
- Avicii: True Stories. Regia: Levan Tsikurishvili, Netflix, 2017.
- Avicii - I'm Tim. Regia: Henrik Burman, Netflix 2024[37].